# La Pègre
Pour plus de détails, voir Fiche technique et Distribution.
La Pègre (하류인생, Haryu insaeng) est un film sud-coréen réalisé par Im Kwon-taek, sorti en 2004.

## Synopsis
On nous montre la vie du gangster, Choi Tae-woong au milieu des évènements tumultueux de la seconde moitié du XXe siècle en Corée.

## Fiche technique
- Titre original : 하류인생, Haryu insaeng
- Titre français : La Pègre
- Titre anglais : Low Life
- Réalisation : Im Kwon-taek
- Scénario : Im Kwon-taek
- Pays de production :  Corée du Sud
- Format : Couleurs - 35 mm - Dolby
- Genre : action, drame
- Durée : 99 minutes
- Date de sortie : 2004

## Distribution
- Cho Seung-woo : Choi Tae-woong
- Kim Gyu-ri : Park Hye-ok
- Kim Hak-jun : Oh Sang-pil
- You Ha-jun : Park Seung-mun